# Luis Fernando Fuentes
Luis Fernando Fuentes Vargas (Chetumal, 14 settembre 1986) è un calciatore messicano, centrocampista svincolato.

## Caratteristiche tecniche
Il suo ruolo naturale è quello di difensore centrale, ma nel corso della carriera è stato impiegato soprattutto come terzino sinistro e poi come esterno di centrocampo in coppia sulla fascia con Efraín Velarde. Sa rendersi pericoloso di testa su calcio d'angolo o calcio di punizione.

## Carriera

### Club
Muove i primi passi nella squadra della sua città, i Tigrillos de Chetumal. Dopo un passaggio in Segunda División nell'Inter Playa del Carmen e nell'Estudiantes de Altamira, viene acquistato dai Pumas nel 2007.
Dopo essere stato schierato per un paio di stagioni con le squadre riserve dell'equipo universitario, debutta in prima squadra il 24 settembre 2008, nell'incontro di Concachampions vinto 3-0 contro il Luis Angel Firpo, quando entra all'84º minuto al posto di Orlando Pineda. Ha modo di esordire in prima squadra da titolare nell'incontro di ritorno contro il Luis Angel Firpo, e successivamente gioca tutti gli incontri nella competizione, in cui i Pumas sono eliminati negli ottavi di finale dal Cruz Azul.
In campionato arriva il suo debutto invece nel Clausura 2009, alla nona giornata contro il San Luis, subentrando a Fernando Morales al minuto 82. Nel corso della stagione successiva è nuovamente un elemento fisso della prima squadra in Concachampions, dove segna il suo primo goal con la maglia auriazul nella partita contro il Comunicaciones, rete che dà la vittoria alla sua squadra. Gioca tutti gli altri match della competizione, in cui i Pumas arrivano alle semifinali battuti nuovamente dal Cruz Azul, totalizzando 10 presenze.
In campionato gioca alla prima giornata subentrando a Jehu Chiapas, e si alterna tra la squadra riserve e la prima squadra. Scende in campo per la prima volta dal primo minuto contro l'Atlante, poi, a partire dalla 13ª giornata, gioca da titolare tutte le restanti sei partite di campionato, ma i Pumas non si qualificano per la fase finale. Anche nel Clausura non parte da titolare, raccogliendo qualche scampolo di presenza contro Tigres, Estudiantes, Gallos Blancos, Puebla e Jaguares, ma a partire dalla dodicesima giornata contro il San Luis ritorna stabilmente nell'11 di partenza, nel quale rimane fine a fine torneo, giocando anche i quarti di Liguilla persi contro il Santos Laguna, per un totale di 13 partite giocate.
Nell'estate del 2010 gioca la SuperLiga nordamericana, disputando per intero le partite contro New England Revolution, Morelia e Chicago Fire. Nella prima giornata dell'Apertura 2010 segna un altro goal decisivo contro il Toluca nell'incontro terminato 2-1 per i Pumas e fornisce un assist per la rete di Dante López nell'incontro col Puebla alla 5ª giornata. Dopo aver saltato tre partite per un lieve infortunio, ritorna in campo contro il Pachuca, ma nelle seguenti partite viene lasciato fuori per scelta tecnica, giocando solo i quarti di Liguilla contro il Cruz Azul e il ritorno delle semifinali contro il Monterrey. Nel Clausura parte ancora come rimpiazzo, pur giocando da titolare 3 partite di fila contro Monterrey, Puebla e Chivas, poi riottiene il posto da titolare a partire dalla 13ª giornata contro i Tigres, e vive un momento di gloria nel ritorno dei quarti di Liguilla contro il Monterrey, quando dopo aver rilevato Israel Castro al 61º minuto, segna di testa il goal del 2-0 definitivo, che permette ai Pumas di ribaltare il 3-1 dell'andata ed accedere alle semifinali. Qui la squadra felina supera i Chivas, ed in finale ha ragione del Morelia, vincendo così il torneo. In totale sono 17 le sue presenze, con un goal.
Continua ad essere titolare indiscusso nel torneo di Apertura 2011, dove totalizza 15 presenze, non riuscendo i Pumas ad accedere alla Liguilla. Il 31 luglio 2011 mette a segno un altro goal decisivo nella vittoria esterna 0-1 contro il Morelia, ancora di testa, e successivamente dà la vittoria alla sua squadra anche nel confronto con l'América all'11ª giornata; nella sfida con il Toluca, inoltre, serve un assist per David Izazola, che realizza il 4-1 definitivo. Alla 7ª giornata riceve la prima espulsione in campionato per un fallo su Javier Aquino del Cruz Azul, ed è espulso un'altra volta, per doppia ammonizione, nella partita contro i Tigres alla 12ª giornata. Nel Clausura alla giornata 11 una palla da lui persa causa il vantaggio dell'América, che poi va a vincere per 2-1.

### Nazionale
Nel 2015 ha giocato una partita nella nazionale messicana.

## Statistiche

### Presenze e reti nei club
Statistiche aggiornate al 7 febbraio 2011.
| Stagione  | Squadra | Campionato | Campionato | Campionato | Coppe nazionali | Coppe nazionali | Coppe nazionali | Coppe continentali | Coppe continentali | Coppe continentali | Totale | Totale |
| Stagione  | Squadra | Comp       | Pres       | Reti       | Comp            | Pres            | Reti            | Comp               | Pres               | Reti               | Pres   | Reti   |
| --------- | ------- | ---------- | ---------- | ---------- | --------------- | --------------- | --------------- | ------------------ | ------------------ | ------------------ | ------ | ------ |
| 2007-2008 | Pumas   | LA+SD      | 13+4       | 1+1        | IL              | 0               | 0               | -                  | -                  | -                  | 17     | 2      |
| 2008-2009 | Pumas   | PD+LA      | 1+28       | 0+3        | -               | -               | -               | CCL                | 6                  | 0                  | 35     | 3      |
| 2009-2010 | Pumas   | PD+LA      | 22+1       | 0          | -               | -               | -               | CCL                | 10                 | 1                  | 33     | 1      |
| 2010-2011 | Pumas   | PD+LA      | 28+1       | 2+0        | -               | -               | -               | SL                 | 3                  | 0                  | 32     | 2      |
| 2011-2012 | Pumas   | PD         | 20         | 2          | -               | -               | -               | CCL                | 3                  | 0                  | 23     | 2      |
| Totale    | Totale  | Totale     | 118        | 9          |                 | 0               | 0               |                    | 22                 | 1                  | 140    | 10     |

### Cronologia presenze e reti in nazionale
| Cronologia completa delle presenze e delle reti in nazionale ― Messico | Cronologia completa delle presenze e delle reti in nazionale ― Messico | Cronologia completa delle presenze e delle reti in nazionale ― Messico | Cronologia completa delle presenze e delle reti in nazionale ― Messico | Cronologia completa delle presenze e delle reti in nazionale ― Messico | Cronologia completa delle presenze e delle reti in nazionale ― Messico | Cronologia completa delle presenze e delle reti in nazionale ― Messico | Cronologia completa delle presenze e delle reti in nazionale ― Messico |
| Data                                                                   | Città                                                                  | In casa                                                                | Risultato                                                              | Ospiti                                                                 | Competizione                                                           | Reti                                                                   | Note                                                                   |
| ---------------------------------------------------------------------- | ---------------------------------------------------------------------- | ---------------------------------------------------------------------- | ---------------------------------------------------------------------- | ---------------------------------------------------------------------- | ---------------------------------------------------------------------- | ---------------------------------------------------------------------- | ---------------------------------------------------------------------- |
| 13-11-2015                                                             | Città del Messico                                                      | Messico                                                                | 3 – 0                                                                  | El Salvador                                                            | Qual. Mondiali 2018                                                    | -                                                                      | -                                                                      |
| Totale                                                                 |                                                                        | Presenze                                                               | 1                                                                      |                                                                        | Reti                                                                   | 0                                                                      |                                                                        |

## Palmarès

### Club

#### Competizioni nazionali
- Campionato messicano: 3

Pumas UNAM: Clausura 2009, Clausura 2011
America: Apertura 2023, Clausura 2024
- Coppa del Messico: 1

Monterrey: Apertura 2017

#### Competizioni internazionali
- Campeones Cup: 1

América: 2024